# Euptychia jesia
Espèce

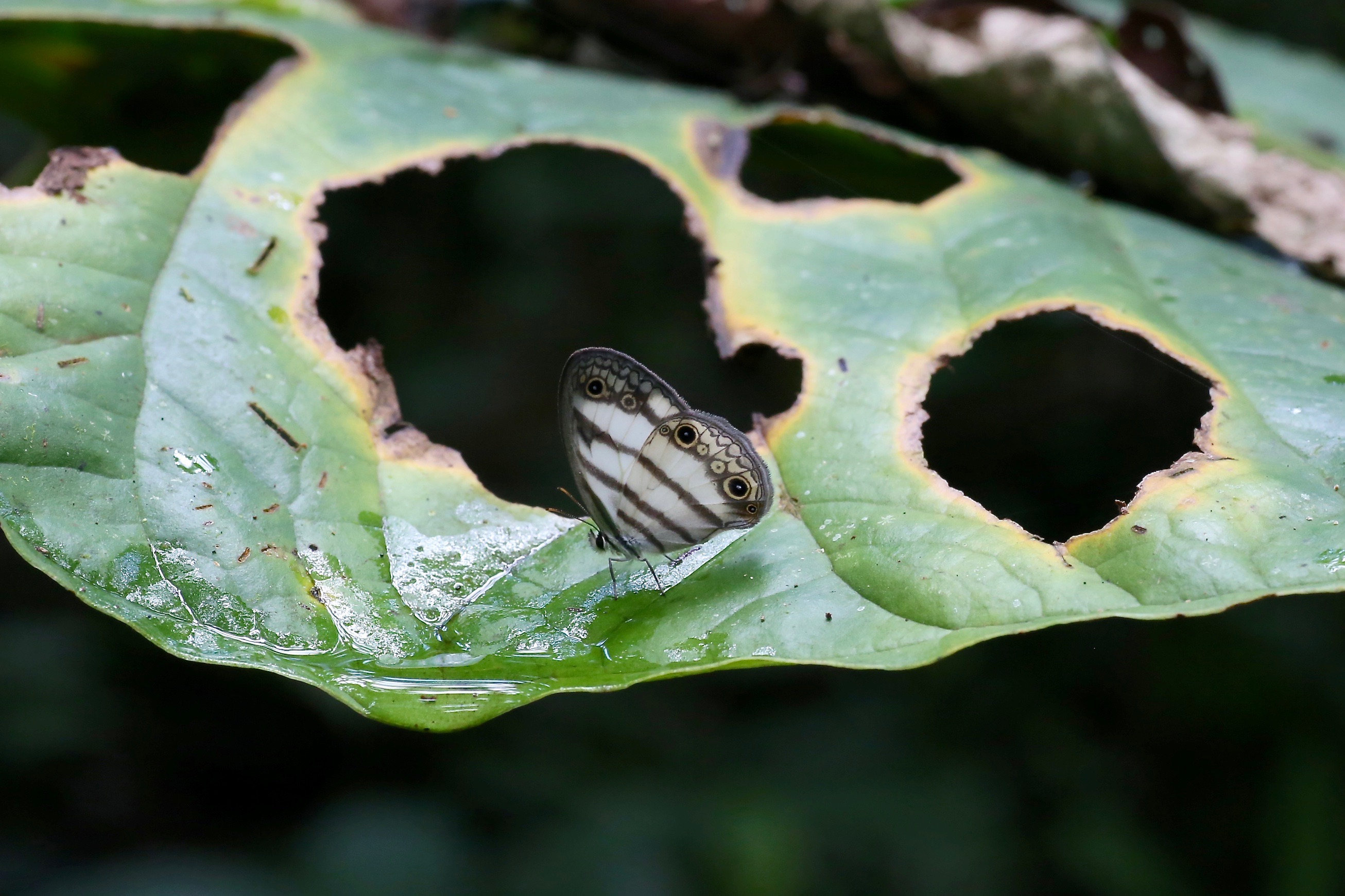
Euptychia jesia

 Euptychia jesia est une  espèce de papillons de la famille des Nymphalidae et de la sous-famille des Satyrinae et du genre Euptychia.

## Dénomination
Euptychia jesia a été décrit par Arthur Gardiner Butler en  1869.

### Noms vernaculaires
Euptychia jesia se nomme Jesia Satyr ou Jesia Ringlet en anglais,.

## Description
Euptychia jesia est un papillon d'une envergure d'environ 33 mm au dessus blanc avec aux ailes antérieures une bordure beige foncé du bord costal et du bord externe couvrant tout l'apex.
Le revers est blanc rayé de quatre lignes ocre roux, basale, discale, postdiscale et submarginale avec un décor en ligne marginale de petits dessins ocre. L'apex de l'aile antérieure porte un ocelle noir pupillé et l'aile postérieure une ligne d'ocelles cerclés de beige de taille diverse dont deux proches de l'angle anal (un petit et un gros) et deux proches de l'apex (un petit et un gros) sont noirs et pupillés.

## Biologie
Sa biologie n'est pas connue.

### Plantes hôtes
La plante hôte de sa chenille est une Selaginella, Selaginella horizontalis.

## Écologie et distribution
Euptychia jesia est présent au Mexique, en Colombie, en Équateur, au Venezuela et au Pérou.

### Biotope
Il réside dans la forêt tropicale humide.

### Protection
Pas de statut de protection particulier.